# Cherenkov Telescope Array

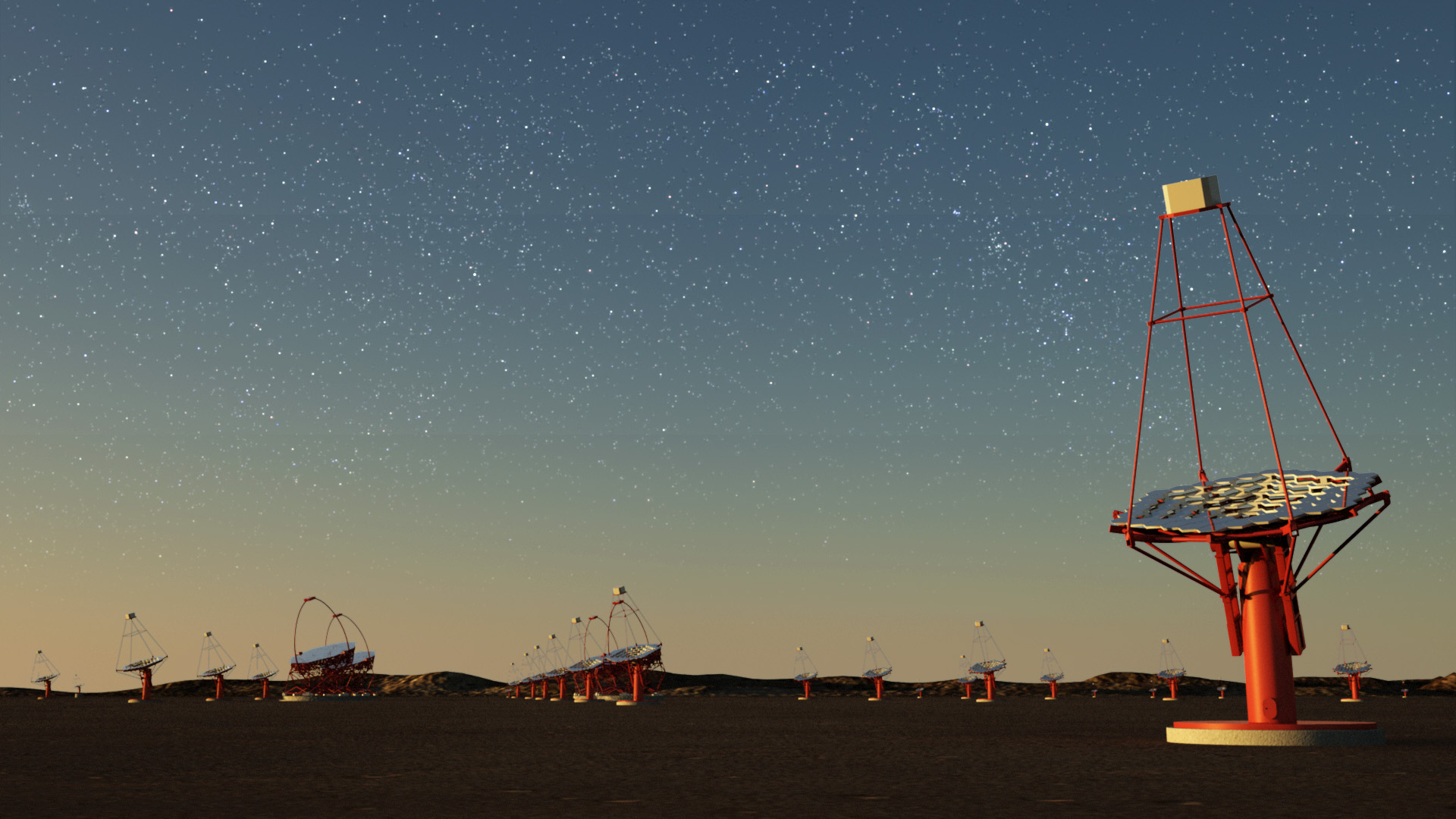
Desenho artístico do site do CTA (G. Perez, IAC)

O Cherenkov Telescope Array ou CTA é um projeto multinacional mundial para construir uma nova geração de instrumentos de raios gama baseados em terra na faixa de energia que se estende de algumas dezenas de GeV a cerca de 300 TeV. É proposto como um observatório aberto e consistirá em duas matrizes de telescópios Cherenkov Atmospheric Imaging (IACTs), uma primeira matriz no hemisfério norte com ênfase no estudo de objetos extragalácticos com as energias mais baixas possíveis, e uma segunda matriz no hemisfério sul Hemisfério, que deve cobrir toda a gama de energia e concentrar-se nas fontes galácticas. O programa de física do CTA vai além da astrofísica de alta energia em cosmologia e física fundamental.
Com base na tecnologia dos detectores de raios gama baseados no solo da geração atual (MAGIC, HESS e VERITAS), o CTA será dez vezes mais sensível e terá uma precisão sem precedentes na detecção de raios gama de alta energia. Os arranjos atuais de telescópios de raios gama hospedam até cinco telescópios individuais, mas o CTA foi projetado para detectar raios gama em uma área maior e uma gama mais ampla de pontos de vista com mais de 100 telescópios localizados nos hemisférios norte e sul. São necessárias pelo menos três classes de telescópios para cobrir toda a faixa de energia do CTA (20 GeV a 300 TeV): Telescópio Grande (LST), Telescópio Médio (MST) e Telescópio Pequeno (SST).
O projeto para construir o CTA está bem avançado: existem protótipos para todos os designs de telescópios propostos e uma caracterização e preparações significativas do local estão em andamento. Está em preparação um acordo intergovernamental para a construção e subsequente funcionamento do observatório, um Consórcio Europeu para a Infraestrutura de Investigação (ERIC) e prevê-se que o limiar financeiro seja alcançado em 2019.
O projeto foi promovido a Landmark no road-map do European Strategy Forum on Research Infrastructures (ESFRI), e está no roteiro para a European Astroparticle Physics network ASPERA e a European Astrophysics network ASTRONET. O custo para o desenho da linha de base do projeto é estimado em € 300 milhões (US $ 350 milhões). A rede está programada para iniciar a coleta de dados em 2022.

## Membros do Consórcio CTA e acionistas da CTAO
Em dezembro de 2018, o Consórcio CTA inclui mais de 1 420 membros de 210 institutos em 31 países: Armênia, Austrália, Áustria, Brasil, Bulgária, Canadá, Chile, Croácia, República Tcheca, Finlândia, França, Alemanha, Grécia, Índia, Irlanda, Itália, Japão, México, Namíbia, Holanda, Noruega, Polônia, Eslovênia, África do Sul, Espanha, Suécia, Suíça, Tailândia, Reino Unido, Ucrânia e Estados Unidos. O grupo de cientistas e engenheiros está empenhado no desenvolvimento científico e técnico do CTA. Sua autoridade interna, o Conselho do Consórcio, inclui representantes de cada um dos institutos do Consórcio e é responsável por endossar todas as decisões importantes do Consórcio.
O CTA Observatory gGmbH (CTAO gGmbH) é a entidade legal do CTA na preparação da implementação do CTA Observatory. O CTAO gGmbH trabalha em estreita cooperação com o Consórcio CTA. O CTAO é governado pelo Conselho do CTA, composto por acionistas de 11 países (Austrália, Áustria, República Tcheca, França, Alemanha, Itália, Japão, Eslovênia, Espanha, Suíça, Reino Unido) e membros associados de dois países (Holanda e Sul África).

## Ciência

A imagem ilustra todas as três classes de telescópios planejados.

CTA vai olhar para fótons de energia mais alta do que nunca medido antes. Na verdade, os aceleradores de partículas cósmicas podem atingir energias inacessíveis a aceleradores feitos por humanos como o Grande Colisor de Hádrons. O CTA buscará entender o impacto das partículas de alta energia na evolução dos sistemas cósmicos e obter uma visão dos fenômenos mais extremos e incomuns do Universo. O CTA irá pesquisar a aniquilação de partículas de matéria escura e desvios da teoria da relatividade especial de Einstein e até mesmo realizar um censo da aceleração de partículas no Universo.
A pesquisa no CTA buscará abordar questões dentro e além da astrofísica. Essas questões se enquadram em três grandes temas de estudo: Entendendo a Origem e o Papel das Partículas Cósmicas Relativísticas, Sondando Ambientes Extremos, Explorando Fronteiras na Física. Para abordar esses temas, o CTA observará os seguintes alvos principais: Centro Galáctico, Grande Nuvem de Magalhães, Plano Galáctico, Aglomerados de Galáxias, PeVatrons de Raios Cósmicos, Sistemas de Formação de Estrelas, Núcleos Galácticos Ativos, Fenômenos Transientes.